# Otome Shinto
Otome Shinto (乙女新党) est un groupe de musique formé en décembre 2012 et dissous en juillet 2016, composé d'idoles japonaises chacune d'entre elles associée à une couleur
Le concept du groupe est que ce sont des collégiennes et des lycéennes qui se battent pour apporter du positif et de l'énergie aux gens tout en essayant de devenir populaires.

## Histoire
Le groupe se forme en décembre 2012 avec les quatre membres d'origine : Ayame Tajiri, Yurika Takahashi, Chika Arakawa et Wakana Aoi.
Les Otome Shinto font leurs débuts leur 1er single Mōsō Kōkan Nikki en mars 2013,.
En septembre 2013, Aoi Wakana est apparue dans une publicité pour les biscuits Bits Sand (ビッツサンド) de Yamazaki Nabisco (ヤマザキナビスコ).
Les Otome Shinto ont interprété les chansons thème des animes GJ-bu (GJ部), Kitakubu Katsudō Kiroku (帰宅部活動記録), Todofuken R (47都道府犬R), Nyamen (にゃ～めん), Ai Tenchi Muyo! (愛・天地無用！).
Le quartor sort son premier album Otome Shinto Dai 1 Maku ~Hajimari no Uta~ en juin 2014.
Chika Arakawa et Wakana Aoi ont effectué leur graduation en juillet suivant. En conséquence, des auditions ont eu lieu en mai 2014. Les résultats ont été annoncés lors de leur concert de graduation. 4 nouvelles filles sont recrutées pour les remplacer : Arisa Sonohara, Airi Hasegawa, Mayu Ogata, Mari Aihara.
En juillet 2014, Ayame Tajiri et Yurika Takahashi ont formé le nouveau groupe Ayame to Yurika from Otome Shinto (あやめと優里花from乙女新党). Le duo a sorti le single numérique Dekoboko Kaiketsu Sensation (凸凹解決せんせーしょん). C'est la chanson thème de la série de romans et anime Jinsei.
Les membres ont participé à un nouveau show intitulé Otome Shinto no Nihon wo Genki ni Suru TV… Dekiru Hani de. (Kari) (乙女新党の日本を元気にするTV…できる範囲で。（仮）). Cet événement régulier a débuté en novembre 2014 au Akiba Cultures Theater à Tokyo et est diffusé sur Niconico.
Les Otome Shinto et les Party Rockets se sont jointes temporairement pour former les Otome Rockets à la fin de l'année 2014. Les deux groupes d'idoles se sont produits ensemble lors d'une tournée de concerts en mars 2015,.
Elles ont effectué le premier lancer protocolaire avant le match de baseball de la Eastern League opposant les Yomiuri Giants aux Tohoku Rakuten Golden Eagles en mai 2015.
Le clip vidéo de leur 6e single Kimi to Pecan Natsu Sengen!!! est réalisé à Cairns en Australie ; les filles y ont pratiqué le saut à l'élastique。.
Otome Shinto et la marque de vêtements Spinns (スピンズ) ont débuté une collaboration à l'occasion de cette sortie en mai 2015. Des produits du groupe d'idoles étaient en vente dans les magasins de la chaîne. Les membres ont également participé à divers événements. Le groupe collabore avec la marque française de lunettes de soleil Nunettes en juin 2015.
Airi Hasegawa met en pause ses activités en raison de problèmes de santé en octobre 2015.
Les filles se sont transformées en Tsuchinoko, une créature légendaire du Japon ressemblant à un serpent, pour leur 7e single Tsuchinoko tte Iru to Omō...? en vente en novembre 2015.
La vidéo à 360° en réalité virtuelle de Shin Otome Shinto no Uta (新・乙女新党のうた) a été publiée en décembre 2015. La chanson a été enregistrée au cours d'un concert.
L'événement Otome Shinto 1st Live Tour ~Tsuchinoko Sagashite Tokyo Nagoya Osaka~ (乙女新党ワンマンライブツアー2015～ツチノコ探して東名阪～) a lieu le même mois.
Le 8e single Ame to Namida to Otome to Taiyaki, en vente en mars 2016, est le thème de fin de la série anime Nurse Witch Komugi. Les membres du groupe d'idoles se produisent également en tant que comédiennes de doublage (seiyu) dans l'anime. Les filles sont désormais cinq à interpréter ce single, Hasegawa, étant absente. Cette dernière fait néanmoins une courte apparition dans le clip de la chanson principale.
Les Otome Shinto et Hello Kitty ont joué dans une comédie musicale au Sanrio Puroland en mars 2016.
Airi Hasegawa reprend ses activités en avril 2016.
Les Otome Shinto annoncent en mai 2016 leur prochaine séparation pour juillet suivant, souhaitent désormais se consacrer à leurs carrières individuelles,.
Le groupe d'idoles sort son second et dernier album Otome Shinto Dai 2 Maku ~Tabidachi no Uta~ en juin 2016.
Après un dernier live au Tsutaya O-West à Tokyo le 3 juillet 2016, les membres ont remercié leurs fans pour tout ce soutien pendant ces cinq années d'existence.

## Membres
Membres actuels
- Ayame Tajiri (田尻あやめ?) – Jaune
- Yurika Takahashi (高橋優里花?) – Rose
- Arisa Sonohara (其原有沙?) – Rouge
- Airi Hasegawa (長谷川愛里?) – Blanc
- Mayu Ogata (緒方真優?) – Vert
- Mari Aihara (相原まり?) – Bleu

Anciens membres
- Arakawa Chika (荒川ちか?) – Rouge
- Aoi Wakana (葵わかな?) – Bleu

## Discographie

### Albums
| #            | Date de sortie | Titre de l'album                           | Titre original                   | Oricon       | Label            |
| Album studio | Album studio   | Album studio                               | Album studio                     | Album studio | Album studio     |
| ------------ | -------------- | ------------------------------------------ | -------------------------------- | ------------ | ---------------- |
| 1            | 25 juin 2014   | Otome Shinto Dai 1 Maku ~Hajimari no Uta~  | 乙女新党 第一幕 ～始まりのうた～ | 39           | Fuwa Fuwa Record |
| 2            | 29 juin 2016   | Otome Shinto Dai 2 Maku ~Tabidachi no Uta~ | 乙女新党 第二幕 ～旅立ちのうた～ | 25           | VAP              |

### Singles
| # | Date de sortie   | Titre de l'album                  | Titre original                | Oricon | Label            |
| - | ---------------- | --------------------------------- | ----------------------------- | ------ | ---------------- |
| 1 | 20 février 2013  | Mōsō Kōkan Nikki                  | もうそう★こうかんにっき       | 37     | Fuwa Fuwa Record |
| 2 | 7 août 2013      | 2 Gakki Debut Daisakusen!!        | 2学期デビュー大作戦!!         | 41     | Fuwa Fuwa Record |
| 3 | 27 novembre 2013 | Ojuken Rock'n'Roll                | お受験ロッケンロール          | 39     | Fuwa Fuwa Record |
| 4 | 5 mars 2014      | Sakura Countdown                  | サクラカウントダウン          | 29     | Fuwa Fuwa Record |
| 5 | 26 novembre 2014 | Viva! Otome no Daibōken!!         | ビバ！乙女の大冒険っ！！      | 14     | VAP              |
| 6 | 27 mai 2015      | Kimi to Pecan Natsu Sengen!!!     | キミとピーカン☆Natsu宣言っ!!! | 16     | VAP              |
| 7 | 18 novembre 2015 | Tsuchinoko tte Iru to Omō...?     | ツチノコっていると思う…？♡    | 15     | VAP              |
| 8 | 2 mars 2016      | Ame to Namida to Otome to Taiyaki | 雨と涙と乙女とたい焼き        | 12     | VAP              |